# Pungwe
Der Pungwe, portugiesisch Rio Pungué (auch Aruânga und Púnguè), ist ein Fluss in der Provinz Manicaland in Simbabwe und in den Provinzen Manica und Sofala in Mosambik.

## Verlauf

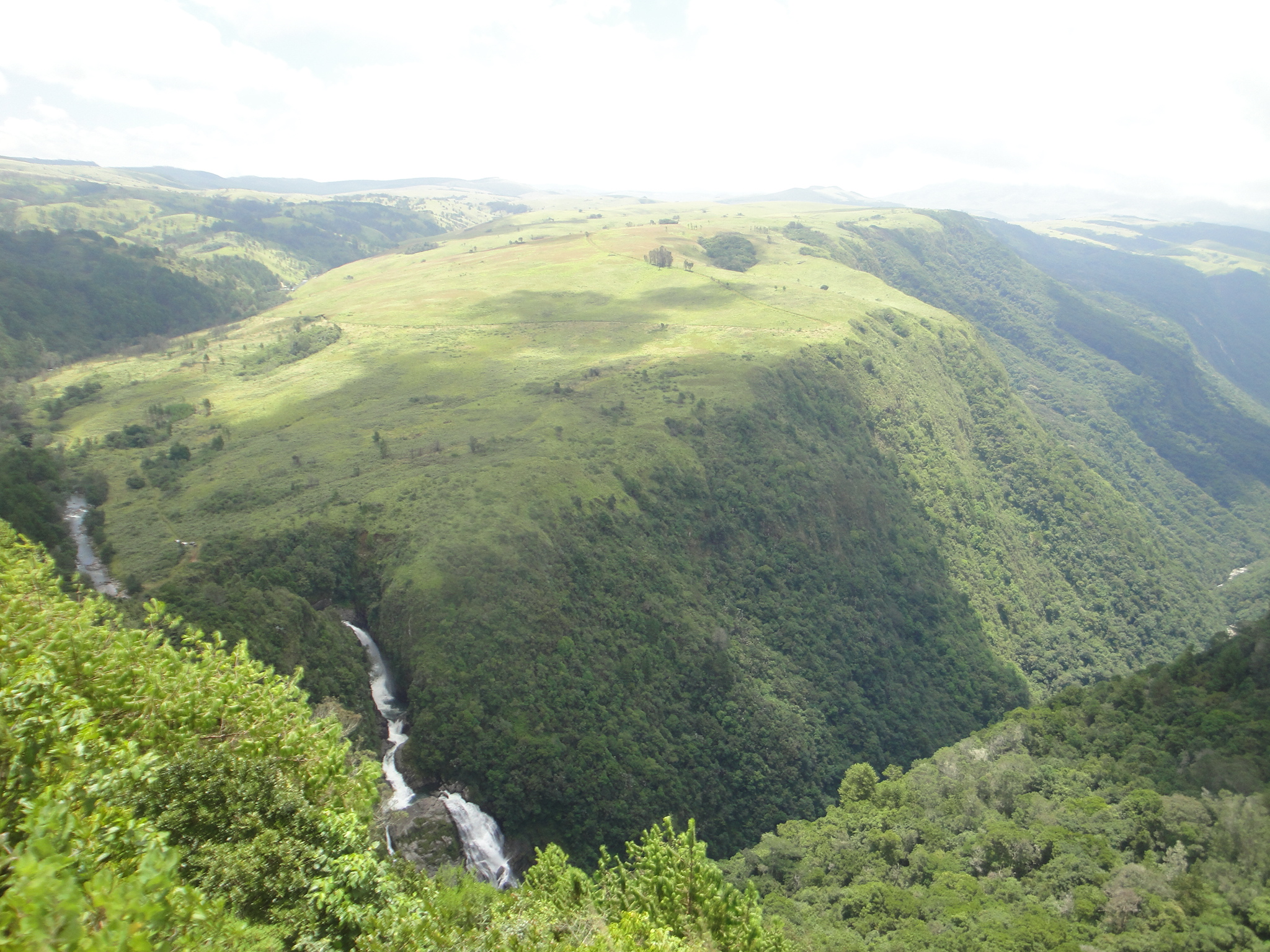
Die Pungwe-Fälle

Der Fluss hat seine Quellen an den Hängen des Inyangani im Nyanga-Nationalpark, etwa  100 km nördlich von Mutare. Er fließt zunächst einige Kilometer nach Süden bis zur Südgrenze des Parks. Dort stürzt er die 243 m hohen Pungwe-Fälle hinab und knickt nach Nordosten ab. Nach den Pungwe-Fällen fließt er im Zickzack durch eine Schlucht in östliche Richtung. Er bildet für knapp 20 km Grenze zwischen Simbabwe und Mosambik. Der Pungwe nimmt auf seinem weiteren südöstlichen Weg einige Nebenflüsse, besonders von Norden auf. An der Mündung des Urema bildet er die Südgrenze des Nationalpark Gorongosa. Er erreicht eine Ebene, in der er sich in verschiedene Arme teilt, unter denen der Dingue Dingue der wasserreichste ist und auch in der Trockenzeit Wasser führt. Diese Arme vereinigen sich wieder vor der Brücke über die Fernstraße EN6 ungefähr 100 km vor der Mündung bei Beira. Diese Stadt versorgt der Pungwe mit Trinkwasser, das vor seiner Aufteilung in verschiedene Arme entnommen wird.
Der Fluss ist etwa 400 km lang, wovon 340 km in Mosambik liegen. Er entwässert ein Gebiet von 31.151 km², von denen 4,7 % zu Simbabwe gehören.

## Hydrologie
Nur im unmittelbaren Quellgebiet und im Verlauf bis zur Grenze, kommt es im Einzugsgebiet des Pungwe zu hohen Abflüssen von bis zu 1200 mm im Jahr. Im weiteren Verlauf der oberen Hälfte nur noch zu moderaten von 200 bis 500 mm im Jahr. In der unteren Hälfte sind es nur noch bis zu 65 mm im Jahr.
Die Abflussmenge bei etwa der Hälfte des Einzugsgebietes des Flusses wurde in m³/s gemessen.

## Wasserfälle
Im Einzugsgebiet liegen zwei der wenigen Wasserfälle Simbabwes. Das sind die Pungwe-Fälle, und die nur 7 km südlich gelegenen Mutarazi-Fälle des Zuflusses Mutarazi, die mit ihren 672 m höhe zu den höchsten der Welt gehören.

## Wassermanagement
Von den Mutarazi-Fällen, im oberen Bereich seines Einzugsgebietes, ist ein Wasserstollen nach Mutare seit 1997 in Arbeit, um die Trinkwasserversorgung der Stadt in Zukunft sicherzustellen. Im Jahr 2005 startete das Entwicklungsprogramm der Vereinten Nationen ein Projekt zur Erforschung des Klimawandels auf das Wassereinzugsgebiet des Pungwe.

## Hochwasser

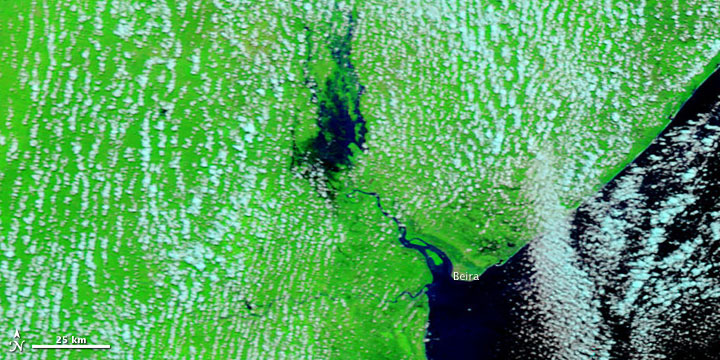
Satellitenbild des Pungwe während der Flutkatastrophe 2010

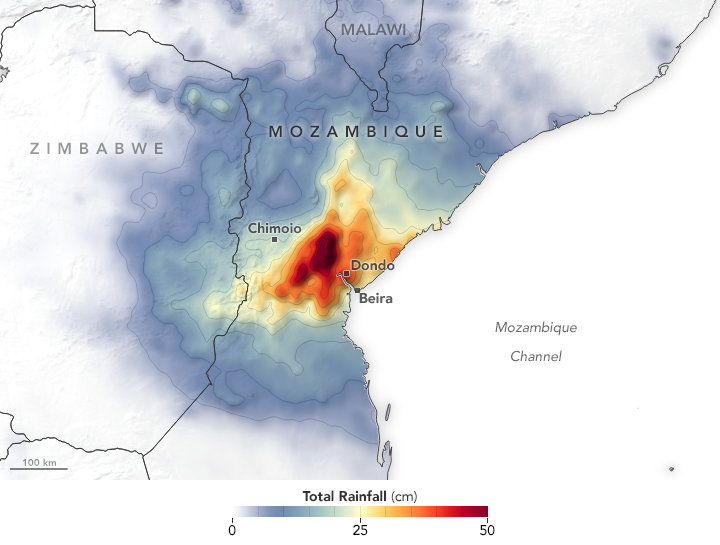
Die Niederschlagsmengen 15. März 2019, während des Zyklon Idai

Die mittlere und südliche Küste Mosambiks ist relativ flach. In diesem Küstenabschnitt treffen immer wieder Zyklone auf Land. Die starken auflandigen Winde und der Starkregen in Verbindung mit dem geringen Gefälle, können bei solchen Ereignissen zu extremen Hochwassersituationen führen.
Zuletzt geschah dies bei dem Zyklon Idai im März 2019. Dabei vielen teils 500 mm Regen am Tag. Es wurde eine Fläche von über 2000 km² überflutet. Man geht von einer Opferzahl von über 600 Menschen in Mozambique aus. Die geschätzte Zahl der zerstörten Häuser beläuft sich auf 230.000.